# Better Than Love (пісня Hurts)
«Better Than Love» (укр. Краще ніж любов) — сингл британського сінті-поп дуету Hurts з їхнього дебютного альбому «Happiness». Він вийшов за 20 днів до релізу дебютного альбому 3 травня 2010 в Сполученому Королівстві, де композиція посіла 50 місце в UK Singles Chart. Сингл також посів 12-те місце у чарті Бельгії та 88 місце у Нідерландах.

## Музичний відеокліп
Відеокліп був завантажений Hurts на YouTube 28 квітня 2010. Це був їх перший професійно зроблений кліп, в ньому Тео Хатчкрафт i Адам Андерсон знаходяться на прослуховуванні в залі балетної школи в оточенні жінок, одягнених в аналогічний одяг. Адам Андерсон грає на фортепіано, Тео Хатчкрафт разом з маятниковим хронометром спостерігає у відображенні дзеркала залу. Відео було знято в Бухаресті, Румунія, на студії Buftea разом з румунською акторкою Лаурою Косоі та іншими румунськими акторками. Вона також заявила, що вона буде грати головну роль у наступному кліпі Hurts на пісню «Sunday».

## Список композицій
| CD видання, Вінілове видання | CD видання, Вінілове видання      | CD видання, Вінілове видання |
| #                            | Назва                             | Тривалість                   |
| ---------------------------- | --------------------------------- | ---------------------------- |
| 1.                           | «Better Than Love» (Радіо-версія) | 3:32                         |
| 2.                           | «Mother Nature»                   | 2:50                         |
| Загальна тривалість 6:21     |                                   |                              |

| iTunes сингл             | iTunes сингл                      | iTunes сингл |
| #                        | Назва                             | Тривалість   |
| ------------------------ | --------------------------------- | ------------ |
| 1.                       | «Better Than Love» (Радіо-версія) | 3:32         |
| 2.                       | «Mother Nature» (Jamaica Remix)   | 4:19         |
| Загальна тривалість 7:51 |                                   |              |

| Міні-альбом, спеціально для iTunes | Міні-альбом, спеціально для iTunes                         | Міні-альбом, спеціально для iTunes |
| #                                  | Назва                                                      | Тривалість                         |
| ---------------------------------- | ---------------------------------------------------------- | ---------------------------------- |
| 1.                                 | «Better Than Love» (Радіо-версія)                          | 3:35                               |
| 2.                                 | «Better Than Love» (Наживо з BBC 1's Radio Live Lounge)    | 3:47                               |
| 3.                                 | «Better Than Love» (Tiefschwarz Mix)                       | 8:49                               |
| 4.                                 | «Better Than Love» (Burns European Sex Remix)              | 5:07                               |
| 5.                                 | «Better Than Love» (Freemasons Pegasus Mix (Радіо-версія)) | 3:34                               |
| 6.                                 | «Better Than Love» (Jamaica Remix)                         | 4:22                               |
| 7.                                 | «Better Than Love» (Death in Vegas Acid Remix)             | 8:16                               |
| 8.                                 | «Better Than Love» (Музичний відеокліп)                    | 4:11                               |
| Загальна тривалість 41:41          |                                                            |                                    |

| Італійське вінілове та CD видання | Італійське вінілове та CD видання       | Італійське вінілове та CD видання |
| #                                 | Назва                                   | Тривалість                        |
| --------------------------------- | --------------------------------------- | --------------------------------- |
| 1.                                | «Better Than Love» (Радіо-версія)       | 3:32                              |
| 2.                                | «Mother Nature» (Italoconnection Remix) | 5:14                              |
| Загальна тривалість 8:46          |                                         |                                   |

## Учасники запису
- Hurts — слова, музика та продюсування
- Джозеф Крос — музика, продюсування
- Йонас Квант — виробництво
- Спайк Стент — міксування